# 印第安纳州大学列表
以下是印第安纳州目前运营的公立和私立高等教育机构列表。
公立
- 博爾州立大學(Ball State University)
- 印第安那州立大学（Indiana State University）
- 印第安納大學布盧明頓分校（Indiana University Bloomington）
- 印第安納大學與普渡大學印第安納波里斯聯合分校（IUPUI）
- 普度大学（Purdue University）
- 普渡大學韋恩堡分校 (Purdue University Fort Wayne)

 私立 
- 巴特勒大學 （Butler University）
- 德堡大學 （DePauw University）
- 印第安納理工學院（Indiana Institute of Technology, Indiana Tech）
- 洛斯胡曼理工學院（Rose-Hulman Institute of Technology, Terre Haute）
- 聖母大學（University of Notre Dame）
- 瓦爾帕萊索大學（Valparaiso University）
- 瓦貝希學院（Wabash College）
- 伊凡斯維爾大學 (University of Evansville)